# Прямий ефір
Прями́й ефі́р, пряме́ вві́мкнення, пряма́ трансля́ція, на́живо (англ. Live broadcast) — це процес безпосередньої передачі телевізійного чи радіосигналу з місця проведення запису в ефір, тобто безпосередня трансляція сигналу в поточному часі. Внаслідок дещо обмежених можливостей технічної апаратури, яка здійснює прямий ефір, і множинних точок переходу сигналу (камера-центр обробки сигналу-антена-супутник-супутник-приймальна антена-телевізор), прямий ефір ніколи не буває в прямому сенсі «прямим», бо завжди існує затримка в декілька секунд. Електромагнітні хвилі рухаються з скінченною швидкістю, тому повністю прибрати затримку ніколи не вдасться.
Прямий ефір використовувався в перші роки зародження телебачення, оскільки ще не були впроваджені технології запису.
Зараз частіше за все в прямому ефірі транслюються спортивні змагання або нагородження (на кшталт Оскару, MTV Music Awards тощо).
Також трансляцію використовують під час показу новин, коли ведучі презентують в прямому ефірі підготовлені та записані сюжети. Дехто вживає слово— Стрім (англ. Stream— потік), що також означає прямий ефір.